# 高城站 (江原道)
高城站（韓語：고성역）是朝鮮民主主義人民共和國江原道高城郡的一個鐵路車站，属于金刚山青年线。

## 历史
- 1932年8月1日，落成使用。
- 1950年，停止使用。
- 1996年，重新使用。

## 邻近车站
金刚山青年线
南涯站 - 高城站 - 金刚山青年站